# Heinz Satrapa
Heinz „Satti“ Satrapa (* 7. Juli 1927 in Zwickau; † März 2001 ebenda) war ein deutscher Fußballspieler. In der DDR-Oberliga, der höchsten ostdeutschen Spielklasse, spielte er für Horch/Motor Zwickau und Wismut Aue/SC Wismut Karl-Marx-Stadt.

## Sportliche Laufbahn
Heinz Satrapa begann 1937 mit dem Fußballspielen beim VfL 1905 Zwickau. Nach dem Krieg spielte er bis 1952 bei Motor Zwickau bzw. dessen Vorgängervereinen SG Zwickau-Mitte, SG Planitz und ZSG Horch Zwickau. In der Saison 1946/47 hat er mit der Wechselregel für „Zonenspringer“ auch als „Aushilfe“ bei Hannover 96 gespielt (neben Lothar Kunack, Manfred Fuchs, Herbert Heinze, „Edi“ Schmidt und Heinz Pietsch von Horch Zwickau). 1950 gewann er mit den Zwickauern die DDR-Meisterschaft. Mit 23 von 26 möglichen Punktspieleinsätzen und seinen 23 Treffern, mit denen er auch Torschützenkönig der DDR-Oberliga wurde, trug er wesentlich zu diesem Erfolg bei.
Im Frühjahr 1952 wurde Satrapa wegen angeblich „schlechter Arbeitsmoral“ (1 Fehltag) bei seinem Arbeitgeber und dem Mannschaftsträgerbetrieb Horchwerke Zwickau deswegen denunziert und für das Spielen in der DDR-Oberliga gesperrt und kam in die Reservemannschaft. Das geschah auf Betreiben des aus dem Sportausschuss Berlin nach einer Beschwerde Brauchitsch bei Walter Ulbricht soeben hierher strafversetzten SED-Parteisekretärs. (s. u. Literatur: Heinz Satrapa erzählt Zwickauer Fußballgeschichte)
Trotz der Sperre wechselte Satrapa im Sommer 1952 zum Ligakonkurrenten Wismut Aue, durfte dort aber bis zum Ende des Jahres nur in der 2. Mannschaft spielen. Mit Beginn der Rückrunde der Saison 1952/53 durfte er wieder in der Oberliga spielen und bildete dort gemeinsam mit Willy Tröger und Armin Günther einen Klassesturm, und die Auer wurden auch dank seiner Tore Vizemeister der Oberliga, nachdem sie das Entscheidungsspiel gegen Dynamo Dresden mit 2:3 nach Verlängerung verloren. 1952 gehörte Satrapa auch zum Aufgebot der Fußballnationalmannschaft für das Länderspiel Rumänien – DDR am 26. Oktober 1952, kam aber nicht zum Einsatz. Da er politisch und moralisch als unzuverlässig galt, wurde er später aus dem Nationalmannschaftskader wieder gestrichen. Lediglich mit der B-Auswahl bestritt er 1953 ein Länderspiel (Bulgarien – DDR 2:1). In der Saison 1953/54, in deren Verlauf die Mannschaft dem SC Wismut Karl-Marx-Stadt zugeordnet wurde (Spielort blieb Aue), wurde Satrapa gemeinsam mit Siegfried Vollrath von Turbine Erfurt mit 21 Treffern zum zweiten Mal Torschützenkönig. Von 1956 bis 1958 ließ er seine Karriere bei Empor Zwickau-Nord ausklingen. Insgesamt bestritt Satrapa 142 Oberligaspiele und erzielte dabei 88 Tore.
Nach seiner aktiven Karriere arbeitete Heinz Satrapa als Trainer bei Chemie Glauchau (1960 bis 1964), Aktivist Karl Marx Zwickau (1964 bis 1966), Motor WEMA Plauen (1966 bis 1968) und Motor Bautzen (1968 bis 1970).
Er starb im Jahr 2001 an einem Herzinfarkt.